# I'm Not Dead
I'm Not Dead je čtvrté studiové album zpěvačky Pink, které vyšlo 31. března 2006.
P!nk si dala na čas pauzu, aby napsala nové písně pro čtvrté album I'm not dead, které prý takto nazvala, protože „to všechno je o tom, být živá a divoká, ne o sezení na zadku a držet ústa zavřená i kdyby si to někteří lidé přáli.“ Pracovala s producenty jako je Max Martin, Billy Mann, Christopher Rojas, Butch Walker, Lukasz Gottwald a Josh Abraham.
Bylo vydáno v dubnu 2006 (pouze v Austrálii 31. března) pod LaFace records a zaznamenalo celosvětový úspěch, hlavně v Austrálii. Pokořilo Top 10 v Americe, Top 5 v Británii, první místo v Německu a v Austrálii vydrželo na prvním místě žebříčku po mnoho týdnů. Přesto to v Británii bylo P!nk nejméně prodejné album až do vydání singlu U + Ur Hand na začátku roku 2007. Celosvětově se stalo desátým nejvíce prodávaným albem roku 2006. Zařadilo se na 96. pozici žebříčku alb v Americe během roku 2007.
Hlavní singl Stupid girls byl v Americe pro P!nk největším hitem od roku 2002. Získal nominaci na cenu Grammy za Nejlepší ženské popové pěvecké vystoupení. Jeho videoklip, ve kterém paroduje takové celebrity jako je Lindsay Lohan, Jessica Simpson a Paris Hilton, vyhrál Hudební cenu MTV za Nejlepší popové video.
Následující singly Who Knew a U + Ur Hand byly podstatnými hity v Austrálii a v Evropě a později se dostaly do Top 10 hitů v Americe za rok 2007. Hity, které nebyly v Americe vydány byly Nobody knows a Dear Mr. President - hit Austrálie a Německa. Tato píseň je otevřeným dopisem Americkému prezidentovi Georgovi W. Bushovi.
Bylo prodáno 1,1 milionu kopií alba v Americe, přes 630 000 kopií v Austrálii a přes 6 milionů celosvětově.

## Seznam písní
1. Stupid Girls – 3:17
2. Who Knew – 3:28
3. Long Way to Happy – 3:49
4. Nobody Knows – 3:59
5. Dear Mr. President – 4:33
6. I'm Not Dead – 3:46
7. Cuz I Can – 3:43
8. Leave Me Alone (I'm Lonely) – 3:18
9. U + Ur Hand – 3:34
10. Runaway – 4:23
11. The One That Got Away – 4:42
12. I Got Money Now – 3:55
13. Conversations with My 13 Year Old Self – 3:50
14. I Have Seen the Rain – 3:29

## Singly
- „Stupid Girls“
- „Who Knew“
- „U + Ur Hand“
- „Nobody Knows“
- „Dear Mr. President“
- „Leave Me Alone (I'm Lonely)“
- „Cuz I Can“